# 東林常總
東林常總（1025年—1091年）江州東林常總禪師，宋代臨濟宗僧人，劍州尤溪(四川劍閣)人，俗姓施氏，字照覺，又稱常聰。十一歲時依寶雲寺文兆法師出家。從建州（福建）大中寺契恩律師受具足戒。
初至江西吉州禾山禮謁禪智材公禪師，法嗣於臨濟宗黃龍派黃龍慧南禪師。後遷住於江西靖安泐潭寺，江州（江西九江）廬山東林興龍寺駐錫說法。元祐六年八月示疾，九月二十九日安坐而寂，享年六十七。

## 師承
- 黃龍慧南

## 弟子
- 泐潭應乾 [5]
- 開先行瑛